# Drop (rugby à XV)
Pour les articles homonymes, voir Drop.
Le drop, abrégé de l'anglais drop kick (coup de pied tombé), est un geste technique commun aux rugbys à XIII, à XV, à VII et à sept. L'action consiste à lâcher le ballon des mains et frapper du pied juste après son rebond au sol.
Ce type de coup de pied sert pour certaines remises en jeu (renvoi aux 22 mètres par exemple), mais aussi à marquer des points si le ballon passe entre les poteaux adverses (sur pénalité, transformation, mais aussi en cours de jeu) et l'action s'appelle alors un drop-goal, mais l'abréviation drop est très répandue.

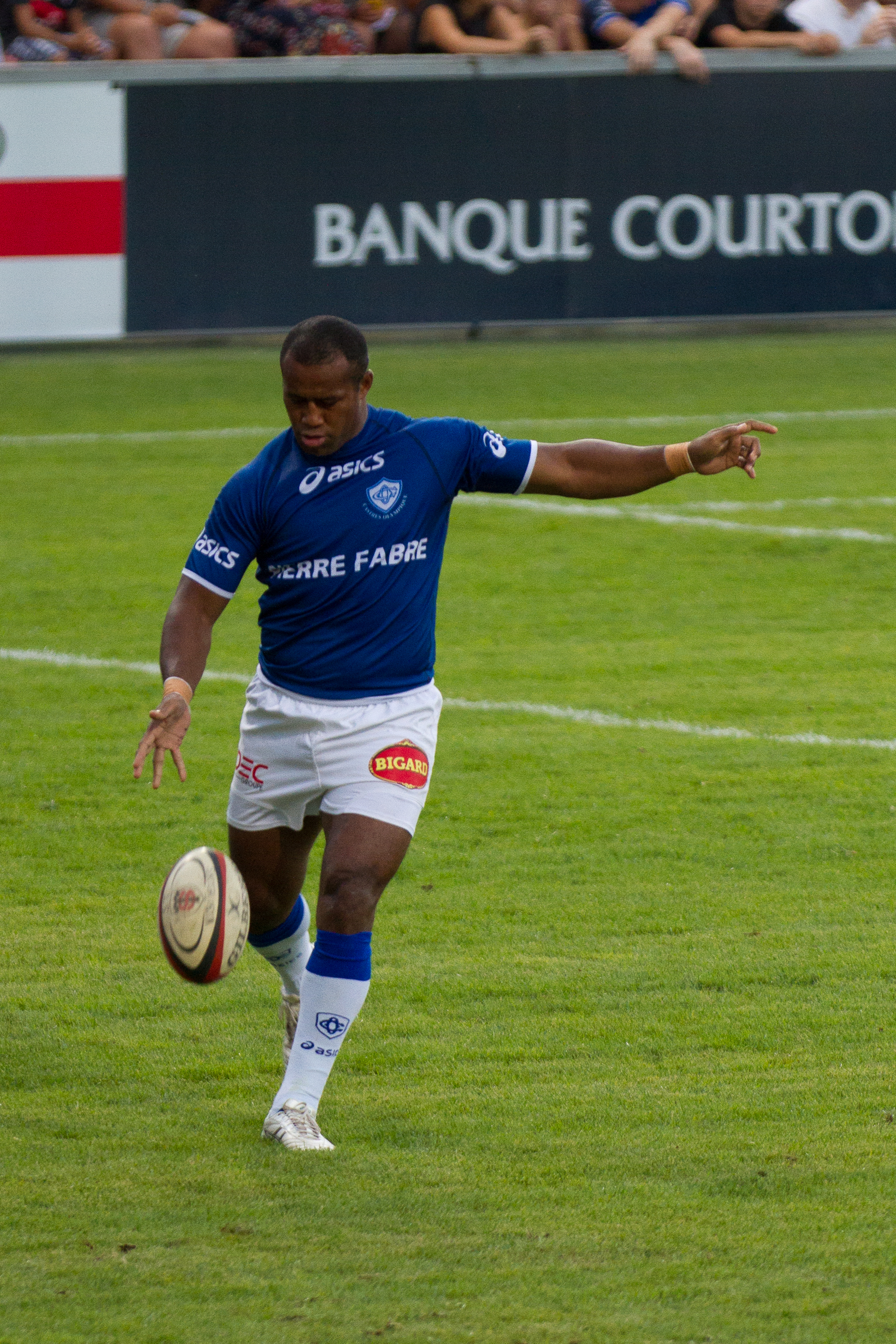
Seremaia Bai lâche le ballon pour un drop kick
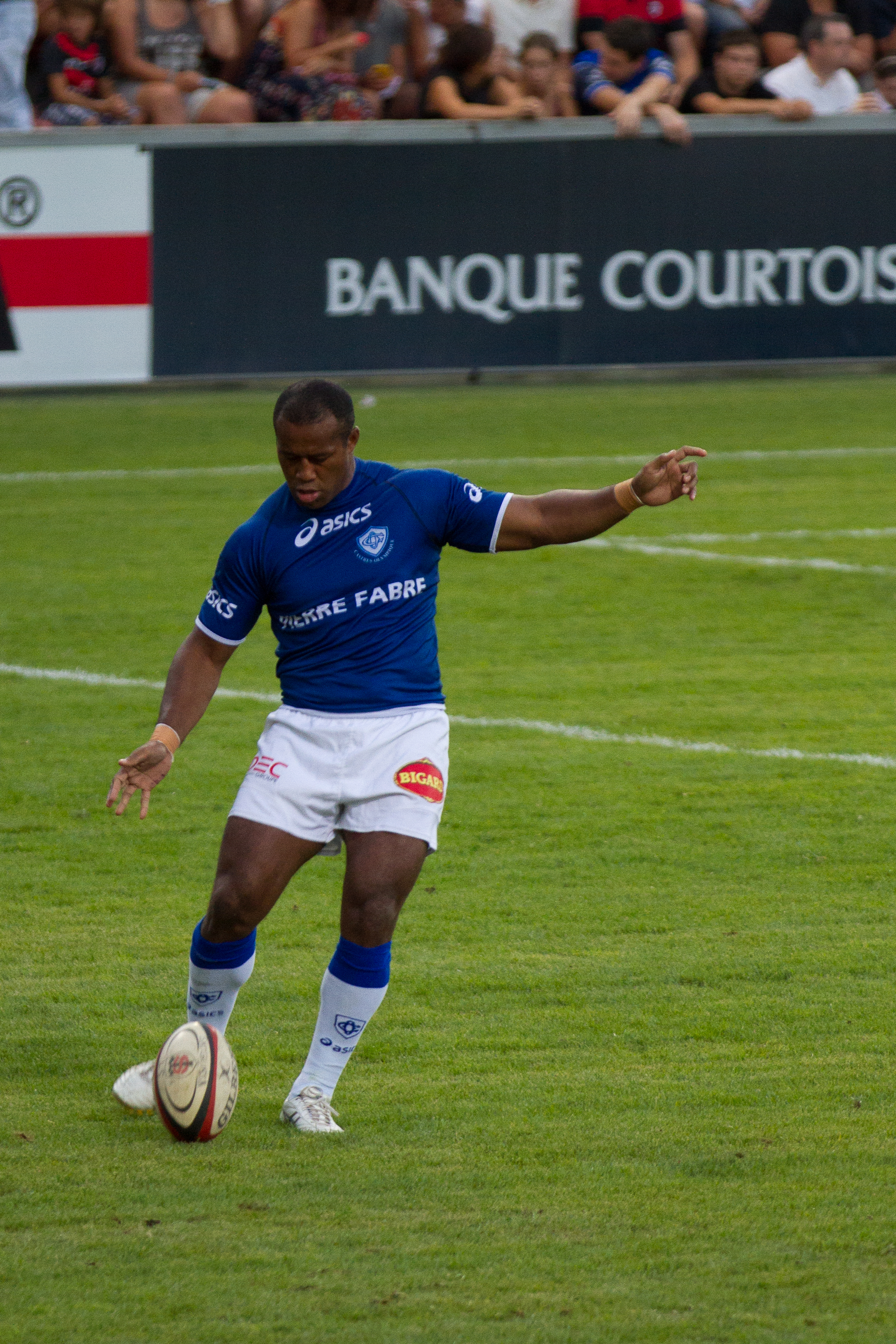
Le ballon touche le sol
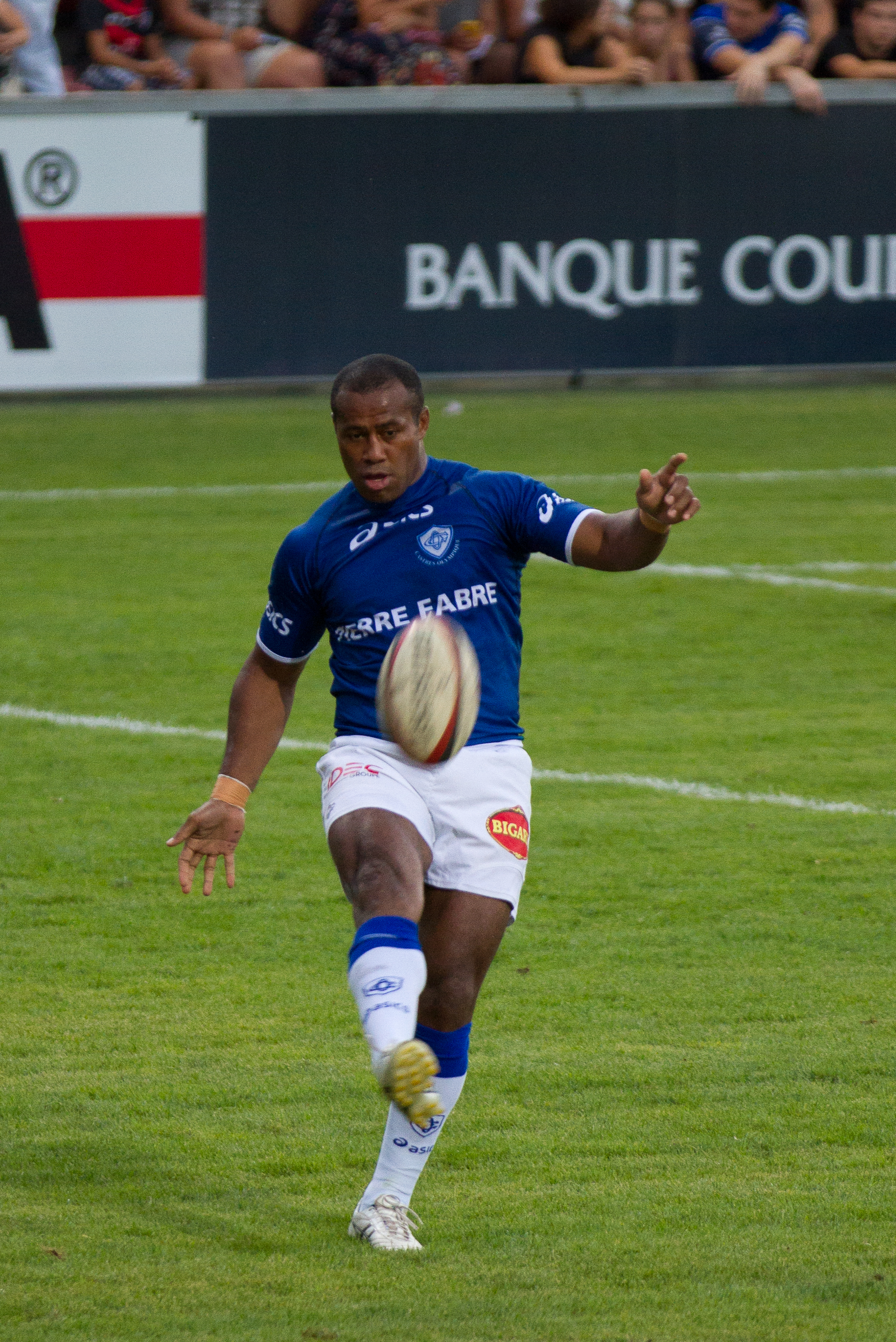
Seremana Baï tape en drop kick

## Histoire
Le drop est mentionné dès la première rédaction des règles du rugby par les élèves de Rugby School en 1845. En 1871, la définition du drop est la première des 59 règles adoptées par la toute récente Rugby Football Union (RFU). Jusqu'à la fin des années 1880, un drop goal vaut autant qu'un essai transformé ou un coup de pied placé : on ne compte à l'époque que le nombre de goals (buts). Lorsque l'International Rugby Football Board décide d'attribuer des points pour chaque action, en 1886, un but (drop ou transformation) rapporte 3 points (contre 1 point pour un essai). De 1891 à 1948, la valeur du drop est de 4 points (contre 3 pour une pénalité, 5 pour un essai transformé et 2 pour un essai non transformé), puis de 3 points depuis cette dernière date.

## Drops notables
Réussir un drop s'avère nettement moins facile que le simple geste pourrait l'indiquer. Même s'il est beaucoup moins fréquent que l'essai, voici quelques belles réussites de drops en match international.
Le 9 avril 1960, face à l'Irlande dans le tournoi des Cinq Nations, le français Pierre Albaladejo est le premier joueur à inscrire trois drops dans un match international.
Lors de la finale de la Coupe du monde 1995, le drop en prolongation du sud-africain Joel Stransky permet aux Springboks de remporter la compétition.
Lors du quart de finale de la Coupe du monde 1999 qui oppose l'équipe d'Afrique du Sud à l'équipe d'Angleterre, le springbok Jannie de Beer réussit à passer 5 drops en 30 minutes, ce qui constitue le record de drop-goals réussis en match international. Il marque d'ailleurs un total de 31 points durant ce match et son équipe gagne 44 à 21. Par la suite, l'Uruguayen Juan Menchaca, lors des qualifications pour la Coupe du monde 2003 face au Chili, et le sud-africain Andre Pretorius, une nouvelle fois face à l'Angleterre en 2006, parviennent à marquer quatre drops dans le même match.
Lors de la demi-finale de la Coupe du monde 1999, l'Australie possède seulement trois points d'avance sur l'Afrique du Sud dans la prolongation quand à la 94e minute, l'ouvreur Stephen Larkham enfonce le clou en réalisant un drop de 48 mètres, exploit d'autant plus remarquable que c'est le premier qu'il tente depuis le début de sa carrière. Les wallabies gagnent le match et sont champions du monde six jours plus tard face à la France.
Lors de la finale de la Coupe du monde 2003, l'équipe d'Angleterre bat l'équipe d'Australie 20 à 17 grâce à un drop de Jonny Wilkinson à la dernière minute de la prolongation.
Le 9 septembre 2023, réduits à 14 dès la troisième minute face à l'équipe d'Argentine, pour leur premier match de la Coupe du monde 2023, les Anglais peuvent compter sur la réussite au pied de leur ouvreur George Ford, qui passe trois drops consécutifs en première période. Et ils l’emporteront 12-3.